# Anton Bexelius
Anton Bexelius, född 13 februari 1826 i Lövångers socken, Västerbottens län, död 9 maj 1891 i Stockholm, var en svensk grosshandlare. Han var far till läkaren John Bexelius.
Bexelius var verksam som grosshandlare i Stockholm under firma Ahlbom & C:o och kommunalman. Han var ledamot av riksdagens andra kammare 1888–1890, invald i Stockholms stads valkrets, och supplant för fullmäktige i Sveriges riksbank 1883. Bexelius är begravd på Norra begravningsplatsen utanför Stockholm.